# کودونیو
کودونیو (به ایتالیایی: Codogno) یک کومونه در ایتالیا است که در استان لودی واقع شده‌است.

## خصوصیات
کودونیو ۲۰ کیلومترمربع مساحت و ۱۵٬۴۶۲ نفر جمعیت دارد و ۵۸ متر بالاتر از سطح دریا واقع شده‌است.

## خواهرخوانده
شهر Solagna خواهرخواندهٔ کودونیو هست.